# The Rugby Championship 2012
The Rugby Championship 2012 war die erste Ausgabe des jährlich stattfindenden Rugby-Union-Turniers The Rugby Championship. Der seit 1996 bestehende Wettbewerb Tri Nations war um die argentinische Nationalmannschaft erweitert worden. Zwischen dem 18. August und dem 6. Oktober 2012 wurde der Turniersieger in zwölf Spielen ermittelt. Jede der vier Nationalmannschaften spielte in einem Heim- und einem Auswärtsspiel gegen die jeweils anderen drei Teams. Den Turniersieg sicherten sich die neuseeländischen All Blacks, die in allen ihren sechs Spielen unbesiegt blieben. Damit verteidigte man den Bledisloe Cup und den Freedom Cup, während sich Australien die Mandela Challenge Plate und die Puma Trophy sicherte.

## Tabelle
|    | Land        | Spiele | Siege | Unent. | Ndlg. | Spiel- punkte | Diff. | Bonus- punkte | Tabellen- punkte |
| -- | ----------- | ------ | ----- | ------ | ----- | ------------- | ----- | ------------- | ---------------- |
| 1. | Neuseeland  | 6      | 6     | 0      | 0     | 177:66        | + 111 | 2             | 26               |
| 2. | Australien  | 6      | 3     | 0      | 3     | 101:137       | − 36  | 0             | 12               |
| 3. | Südafrika   | 6      | 2     | 1      | 3     | 120:109       | + 11  | 2             | 12               |
| 4. | Argentinien | 6      | 0     | 1      | 5     | 80:166        | − 86  | 2             | 4                |

## Spiele und Ergebnisse

### Erste Runde
| 18. August 2012 20:05 AEST | Australien                                                                                    | 19 : 27         | Neuseeland | ANZ Stadium, Sydney Zuschauer: 76.877 Schiedsrichter: Alain Rolland (Irland) |
| 18. August 2012 20:05 AEST | Versuche: Sharpe 38. erh. Erhöhungen: Barnes (1/1) Straftritte: Barnes (4/4) 2. 44., 49., 75. | (10:18) Bericht | Versuche: Dagg 12. erh. Jane 32. n.erh. Erhöhungen: Carter (1/2) Straftritte: Carter (5/6) 10., 19., 47., 62., 80.+ | ANZ Stadium, Sydney Zuschauer: 76.877 Schiedsrichter: Alain Rolland (Irland) |

| 18. August 2012 17:00 SAST | Südafrika | 27 : 6         | Argentinien                           | Newlands Stadium, Kapstadt Zuschauer: 38.843 Schiedsrichter: Steve Walsh (Australien) |
| 18. August 2012 17:00 SAST | Versuche: Kirchner 16. erh. Coetzee 27. erh. Habana 56. erh. Erhöhungen: Steyn (3/3) Straftritte: Steyn (2/2) 3., 24. | (20:6) Bericht | Straftritte: Hernández (2/3) 13., 30. | Newlands Stadium, Kapstadt Zuschauer: 38.843 Schiedsrichter: Steve Walsh (Australien) |

### Zweite Runde
| 25. August 2012 19:35 NZST | Neuseeland                                                                                         | 22 : 0        | Australien | Eden Park, Auckland Zuschauer: 48.460 Schiedsrichter: Nigel Owens (Wales) |
| 25. August 2012 19:35 NZST | Versuche: Dagg 45. erh. Erhöhungen: Carter (1/1) Straftritte: Carter (5/6) 25., 29., 38., 42., 48. | (9:0) Bericht |            | Eden Park, Auckland Zuschauer: 48.460 Schiedsrichter: Nigel Owens (Wales) |

| 25. August 2012 16:10 AST | Argentinien                                                                                         | 16 : 16        | Südafrika                                                                                        | Estadio Malvinas Argentinas, Mendoza Zuschauer: 37.679 Schiedsrichter: Steve Walsh (Australien) |
| 25. August 2012 16:10 AST | Versuche: Fernández 16. erh. Erhöhungen: Rodríguez (1/1) Straftritte: Rodríguez (3/5) 11., 35., 50. | (13:3) Bericht | Versuche: F. Steyn 64. erh. Erhöhungen: M. Steyn (1/1) Straftritte: M. Steyn (3/7) 32., 48., 53. | Estadio Malvinas Argentinas, Mendoza Zuschauer: 37.679 Schiedsrichter: Steve Walsh (Australien) |

### Dritte Runde
| 8. September 2012 19:35 NZST | Neuseeland                                                                                               | 21 : 5        | Argentinien                  | Westpac Stadium, Wellington Zuschauer: 29.932 Schiedsrichter: Romain Poite (Frankreich) |
| 8. September 2012 19:35 NZST | Versuche: Savea 66. n.erh. Jane 71. erh. Erhöhungen: Cruden (1/2) Straftritte: Cruden (3/5) 8., 24., 51. | (6:5) Bericht | Versuche: Roncero 12. n.erh. | Westpac Stadium, Wellington Zuschauer: 29.932 Schiedsrichter: Romain Poite (Frankreich) |

| 8. September 2012 18:35 AWST | Australien | 26 : 19        | Südafrika | Patersons Stadium, Perth Zuschauer: 34.377 Schiedsrichter: Nigel Owens (Wales) |
| 8. September 2012 18:35 AWST | Versuche: Higginbotham 66. erh. Alexander 68. erh. Erhöhungen: Barnes (2/2) Straftritte: Barnes (4/4) 18., 29., 44., 63. | (6:13) Bericht | Versuche: Habana 20. erh. Erhöhungen: M. Steyn (1/1) Straftritte: M. Steyn (2/3) 3., 67. F. Steyn (2/2) 25., 60. | Patersons Stadium, Perth Zuschauer: 34.377 Schiedsrichter: Nigel Owens (Wales) |

### Vierte Runde
| 15. September 2012 19:35 NZST | Neuseeland                                                                                                   | 21 : 11       | Südafrika                                                                    | Forsyth Barr Stadium, Dunedin Zuschauer: 28.982 Schiedsrichter: George Clancy (Irland) |
| 15. September 2012 19:35 NZST | Versuche: Dagg 18. n.erh. Smith 60. erh. Erhöhungen: Cruden (1/2) Straftritte: Cruden (3/3) (51., 74., 80.+) | (5:3) Bericht | Versuche: Habana 47. n.erh. Straftritte: M. Steyn (1/1) 17. Goosen (1/1) 69. | Forsyth Barr Stadium, Dunedin Zuschauer: 28.982 Schiedsrichter: George Clancy (Irland) |

| 15. September 2012 20:05 AEST | Australien | 23 : 19       | Argentinien                                                                          | Skilled Park, Gold Coast Zuschauer: 22.278 Schiedsrichter: Wayne Barnes (England) |
| 15. September 2012 20:05 AEST | Versuche: McCabe 59. erh. Ioane 68. erh. Erhöhungen: Barnes (2/2) Straftritte: Barnes (2/2) 24., 48. Beale (1/1) 78. | (3:6) Bericht | Versuche: Leonardi 48. n.erh. Farías Cabello 50. n.erh. Straftritte: Hernández (3/3) | Skilled Park, Gold Coast Zuschauer: 22.278 Schiedsrichter: Wayne Barnes (England) |

### Fünfte Runde
| 29. September 2012 17:00 SAST | Südafrika | 31 : 8         | Australien                                               | Loftus Versfeld, Pretoria Zuschauer: 44.463 Schiedsrichter: Alain Rolland (Irland) |
| 29. September 2012 17:00 SAST | Versuche: Kirchner 21. erh. Habana (3) 28. erh., 60. erh., 78. n.erh. Louw 53. n.erh. Erhöhungen: Pienaar (3/5) | (14:3) Bericht | Versuche: Harris 55. n.erh. Straftritte: Beale (1/1) 34. | Loftus Versfeld, Pretoria Zuschauer: 44.463 Schiedsrichter: Alain Rolland (Irland) |

| 29. September 2012 20:10 AST | Argentinien                                                                                               | 15 : 54        | Neuseeland | Estadio Ciudad de La Plata, La Plata Zuschauer: 38.327 Schiedsrichter: Jaco Peyper (Südafrika) |
| 29. September 2012 20:10 AST | Versuche: Landajo 7. n.erh. Camacho 47. erh. Erhöhungen: Hernández (1/2) Straftritte: Hernández (1/1) 47. | (8:32) Bericht | Versuche: Smith 15. erh. Jane (3) 22. erh., 50. n.erh., 79. erh. Savea (2) 30. n.erh., 38. erh. Nonu 58. erh. Erhöhungen: Carter (3/5) Cruden (2/2) Straftritte: Carter (2/3) 19., 28. Cruden (1/1) 65. | Estadio Ciudad de La Plata, La Plata Zuschauer: 38.327 Schiedsrichter: Jaco Peyper (Südafrika) |

### Sechste Runde
| 6. Oktober 2012 17:00 SAST | Südafrika                                                                                                | 16 : 32         | Neuseeland | Soccer City, Johannesburg Zuschauer: 80.753 Schiedsrichter: Alain Rolland (Irland) |
| 6. Oktober 2012 17:00 SAST | Versuche: Habana 12. erh. Erhöhungen: Goosen (1/1) Straftritte: Goosen (1/3) 20. Jantjies (2/4) 36., 39. | (16:12) Bericht | Versuche: Whitelock 25. n.erh. A. Smith 33. erh. Nonu 41. erh. C. Smith 52. erh. Erhöhungen: Carter (3/4) Straftritte: Carter (1/1) 71. Dropgoals: Carter (1/1) 63. | Soccer City, Johannesburg Zuschauer: 80.753 Schiedsrichter: Alain Rolland (Irland) |

| 6. Oktober 2012 20:10 AST | Argentinien                                                                                                  | 19 : 25        | Australien                                                                                             | Estadio Gigante de Arroyito, Rosario Zuschauer: 41.149 Schiedsrichter: Craig Joubert (Südafrika) |
| 6. Oktober 2012 20:10 AST | Versuche: Imhoff 76. erh. Erhöhungen: Bosch (1/1) Straftritte: Hernández (3/4) 10., 15., 28. Bosch (1/2) 61. | (9:15) Bericht | Versuche: Ioane 63. erh. Erhöhungen: Harris (1/1) Straftritte: Harris (6/9) 2., 7., 13., 23., 26., 73. | Estadio Gigante de Arroyito, Rosario Zuschauer: 41.149 Schiedsrichter: Craig Joubert (Südafrika) |

## Statistik

### Meiste erzielte Versuche
|    | Name         | Versuche | Land       |
| -- | ------------ | -------- | ---------- |
| 1. | Bryan Habana | 7        | Südafrika  |
| 2. | Cory Jane    | 5        | Neuseeland |
| 3. | Aaron Smith  | 3        | Neuseeland |
| 3. | Israel Dagg  | 3        | Neuseeland |
| 3. | Julian Savea | 3        | Neuseeland |

### Meiste erzielte Punkte
|    | Name           | Punkte | Land       |
| -- | -------------- | ------ | ---------- |
| 1. | Daniel Carter  | 58     | Neuseeland |
| 2. | Berrick Barnes | 40     | Australien |
| 3. | Bryan Habana   | 35     | Südafrika  |
| 4. | Morné Steyn    | 34     | Südafrika  |